# HD 110067
HD 110067 er en stjerne i stjernebilledet Coma Berenices. Den befinder sig i en afstand på 105 lysår. Stjernen omkredses tæt af seks exoplaneter, hvis omløbstider alle er i resonans med hinanden..

## Stjernen HD 110067 a
Systemets centralstjerne, der systematisk betegnes HD 110067 a, er en hovedseriestjerne med spektralklasse K0. Den er dermed lidt mindre og køligere end Solen. Da dens størrelsesklasse, {\displaystyle m} = 8.43, ligger over grænsen for stjerners synlighed med det blotte øje ({\displaystyle m} = ca. 6), kræves der en prismekikkert eller et lille teleskop for at se den.

## Planetsystemet omkring HD 110067 a
| Exoplanetbaner omkring HD 110067                                         |
| Banerne for de seks exoplaneter i kredsløb omkring stjernen HD 110067 a. |

De første tegn på tilstedeværelse af mindst to exoplaneter omkring stjernen blev fundet i 2020 ved hjælp af NASAs rumteleskop TESS. Opfølgende observationer blev gennemført med ESAs dedikerede satellit CHEOPS og jordbaserede teleskoper fra 2022 og frem.
Databehandlingen i 2023 viste, at systemet består af seks planeter af klassen "mini-Neptun" i tæt kredsløb omkring centralstjernen; deres afstande er alle mindre end Merkurs afstand fra Solen. Deres omløbstider ligger mellem 9.11 og 54.8 døgn. Forholdet mellem omløbstider er små brøker (3/2 eller 4/3), en tilstand som betegnes resonans. Planeterne navngives indefra og udefter HD 110067 b, c, d, e, f og g.
Figuren viser banerne for de seks exoplaneter i kredsløb omkring stjernen HD 110067 a. Banerne er praktisk taget cirkelformede. Planeternes bevægelse vises med en hypotetisk startsituation, hvor de alle står på linje (orange prikker). De fuldt optrukne buer angiver deres bevægelse i løbet af en ottendedel af omløbstiden for den yderste planet (6.84 døgn). I dette tidsrum flytter planeterne sig, regnet udefra og indad, på buer af længder på 45°, 60°, 80°, 120°, 180° og 270° og ender i banepunkter markeret med blå prikker. De pæne runde tal viser, at bevægelsen er styret af resonanser. Små streger angiver positioner med et døgns mellemrum. Stjernens udstrækning er vist skalatro ({\displaystyle R} = 0.0788 RSol = 0.037 au), men størrelsen af de seks planeter er overdrevet for at de kan ses.
Til sammenligning viser de stiplede røde cirkelbuer ved billedets rand middelafstanden af den solnære planet Merkur. Alle exoplaneterne ligger altså meget tættere på deres centralstjerne, end hvad tilfældet er i Solsystemet.
| Planet regnet fra stjernen | Masse jordmasser | Radius jordradier | Densitet g/cm³ | Halve storakse au | Omløbstid døgn       | Excen- tricitet | Inklination grader | Temperatur kelvin °celsius |
| -------------------------- | ---------------- | ----------------- | -------------- | ----------------- | -------------------- | --------------- | ------------------ | -------------------------- |
| b                          | 5.69+1.78−1.82   | 2.20 ± 0.03       | 2.9            | 0.0793 ± 0.00096  | 9.113678 ± 0.000010  | –               | 89.061 ± 0.099     | 800±10 527±10              |
| c                          | < 6.3            | 2.39 ± 0.04       | ~ 2.5          | 0.1039 ± 0.0013   | 13.673694 ± 0.000024 | –               | 699±9 426±9        |                            |
| d                          | 8.52+3.31−3.25   | 2.85 ± 0.04       | ~ 2.0          | 0.1362 ± 0.0017   | 20.519617 ± 0.000040 | –               | 89.248 ± 0.046     | 602±8 329±8                |
| e                          | < 3.9            | 1.94 ± 0.04       | ~ 2.9          | 0.1785 ± 0.0022   | 30.793091 ± 0.000012 | –               | 89.867 ± 0.089     | 533±7 260±7                |
| f                          | 5.04+1.89−1.94   | 2.60 ± 0.04       | ~ 1.6          | 0.2163 ± 0.0026   | 41.05854 ± 0.00010   | –               | 89.673 ± 0.046     | 489±6 216±6                |
| g                          | < 8.4            | 2.61 ± 0.05       | ~ 2.6          | 0.2621 ± 0.0032   | 54.76992 ± 0.00020   | –               | 89.729 ± 0.073     | 440±6 167±6                |

## Resonanserne i planetsystemet
På grund af resonanserne vil de seks planeter efter forløbet af en vis tid, resonansperioden, gentage deres positioner i banerne. Tabellen herunder viser, hvordan bestemmelsen kan foregå:
Første søjle viser planeterne udefra og ind.
Anden søjle viser forholdet mellem to naboplaneters omløbstider; disse forhold ligger meget tæt på simple brøker, enten 4/3 eller 3/2 som vist i tredie søjle.
Hvis planet 6 foretager {\displaystyle n} omløb, så må planet 5 samtidigt foretage 4/3 heraf, altså 4/3·{\displaystyle n}; og planet 4 gennemfører 4/3 af dette, altså 16/9·{\displaystyle n}.
Fjerde søjle viser resultatet af disse udregninger. Det fremgår, at hvis alle seks planeter skal have foretaget et helt antal omløb, så må {\displaystyle n} = 9. Femte søjle viser, hvor mange der er tale om, og i sjette søjle ses produktet af {\displaystyle n} og omløbstiden taget fra forrige tabel. Tallene i søjlen viser, at efter ca. 492.5 døgn har alle planeter nået praktisk taget samme position i deres baner.
| (1) Planet | (2) Periode- forhold | (3) Resonans | (4) Antal omløb {\displaystyle n}       | (5) Antal omløb {\displaystyle n} = 9 | (6) Resonans- periode |
| ---------- | -------------------- | ------------ | --------------------------------------- | ------------------------------------- | --------------------- |
| 6          |                      |              | {\displaystyle n}                       | 9                                     | 492.92 d              |
| 6          | 1.33395              | 4:3          | {\displaystyle n}                       | 9                                     | 492.92 d              |
| 5          | 1.33395              | 4:3          | {\displaystyle {\tfrac {4}{3}}\cdot n}  | 12                                    | 492.70 d              |
| 5          | 1.33337              | 4:3          | {\displaystyle {\tfrac {4}{3}}\cdot n}  | 12                                    | 492.70 d              |
| 4          | 1.33337              | 4:3          | {\displaystyle {\tfrac {16}{9}}\cdot n} | 16                                    | 492.69 d              |
| 4          | 1.50067              | 3:2          | {\displaystyle {\tfrac {16}{9}}\cdot n} | 16                                    | 492.69 d              |
| 3          | 1.50067              | 3:2          | {\displaystyle {\tfrac {8}{3}}\cdot n}  | 24                                    | 492.47 d              |
| 3          | 1.50066              | 3:2          | {\displaystyle {\tfrac {8}{3}}\cdot n}  | 24                                    | 492.47 d              |
| 2          | 1.50066              | 3:2          | {\displaystyle 4\cdot n}                | 36                                    | 492.25 d              |
| 2          | 1.49706              | 3:2          | {\displaystyle 4\cdot n}                | 36                                    | 492.25 d              |
| 1          | 1.49706              | 3:2          | {\displaystyle 6\cdot n}                | 54                                    | 493.22 d              |
| 1          |                      |              | {\displaystyle 6\cdot n}                | 54                                    | 493.22 d              |